# Reo Royale
Der Reo Royale war ein Oberklasse-PKW, den die Reo Motor Car Company von 1931 bis 1934 als Spitzenmodell fertigte.

## Von Jahr zu Jahr

### Royale 35 / 8-31 / 8-35 und Royale 8 (1931–1933)
Der erste Royale 35 wurde zusammen mit dem Flying Cloud 30 im Modelljahr 1931 vorgestellt. Er besaß einen Achtzylinder-Reihenmotor aus eigener Fertigung mit 5867 cm³ Hubraum, der eine Leistung von 125 bhp (92 kW) abgab. Das Fahrzeug mit dem größten bei Reo je in Serie angebotenen Fahrgestell mit 3429 mm Radstand (= 135″) war als 4-sitziges Coupé, 4-sitzige Victoria und 5-sitzige Limousine lieferbar. Alle drei Karosserien wurden von Murray zugeliefert. 3 Exemplare mit 3860 mm Radstand (= 152″) und Karosserien von Dietrich wurden ebenfalls gebaut.
Reo hatte 6 Mio. US$ in die Entwicklung der neuen Luxusmodelle investiert. Mitten in der Weltwirtschaftskrise konnten sich aber nur wenige Leute solch große Wagen leisten; der Royale entstand praktisch in Kleinstserie auf Kundenanforderung. Die Kaufpreise begannen bei 2495 US$.
Im Folgejahr wurde der Royale 35 als Royale 8-35 weitergebaut, wobei als viertes Modell ein 2-türiges Cabriolet angeboten wurde. Etwas kleiner war der Royale 8-31, der nur 3327 mm Radstand (= 131″) besaß. Er war nur als Coupé, Victoria und Limousine, jeweils in Normal- und Sportausführung, erhältlich.
1933 entfiel der Royale mit langem Fahrgestell aus Kostengründen. Alle vier Karosserieformen waren nun auf dem kurzen Fahrgestell als Royale 8 erhältlich. Ende des Modelljahres entfielen alle 8-Zylinder-Modelle bei Reo mangels Nachfrage.

### Royale 6 (1934)
Die nicht enden wollende Wirtschaftskrise zwang Reo, kostengünstigere Modelle anzubieten. So entwickelte man einen neuen Sechszylindermotor mit 3736 cm³ Hubraum, der 95 bhp (70 kW) Leistung entwickelte. Neben dem Flying Cloud wurde er auch in die Royale-Modelle eingebaut, die es wieder mit kurzem und langem Radstand gab. Das Cabriolet wurde nicht mehr angeboten, aber es gab Coupés, Victorias und Limousinen in unterschiedlichen Ausstattungen.
Neu war die Reo-Getriebehalbautomatik Self Shifter, bei der die Gänge ohne Betätigung der Kupplung gewechselt werden konnten. Das Kupplungspedal musste nur noch beim Anfahren getreten werden.
Der schleppende Absatz brachte Reo in ernsthafte wirtschaftliche Schwierigkeiten. Der Verkaufspreis des Royale war auf 985 US$ gefallen; trotzdem zog die Nachfrage nicht an. So ließ man zum Ende des Modelljahres 1934 den Royale fallen und bot nur noch den Flying Cloud an.